# Frauen-Großloge von Deutschland
Die Frauen-Großloge von Deutschland (ehemals Großloge „Zur Humanität“) ist ein Zusammenschluss von femininen Freimaurerlogen. Sie hat ihren Sitz in Berlin. Ihr gehören 32 feminine Freimaurerlogen an. Sie ging aus dem 1949 in Berlin gegründeten freimaurerischen Frauenzirkel „Zur Humanität und Beständigkeit“ hervor. Die Gründungsfeier, der ein Aufruf in der Presse vorausgegangen war, fand am 30. Juni 1949 statt. Es war somit die erste deutsche ausschließlich weibliche freimaurerische Gesellschaft, denn gemischte Logen des „Droit Humain“ gab es bereits in den 1920er Jahren in Deutschland.
Der Frauenzirkel „Zur Humanität und Beständigkeit“ verblieb bis 1982 unter dem Schutz der Großloge der Alten Freien und Angenommenen Maurer von Deutschland (AFAM), Distrikt Berlin, nachdem die beiden Berliner Großlogen („Royal York“ und „Zu den Alten Pflichten“, benannt nach den Alten Pflichten) sich der Großloge AFAM angeschlossen hatten. Im Jahre 1982 wurde dann die Großloge „Zur Humanität“ gegründet. Dazu konnte es kommen, weil im Jahre 1982 zwei Frauenlogen in Düsseldorf und Wetzlar gegründet worden waren, so dass drei Meisterinnen vom Stuhl (Vorsitzende) der jetzt bestehenden drei Frauenlogen die Großloge gründen konnten (denn dazu sind nach verbreiteter Auffassung mindestens drei Mitgliedslogen nötig). Die Großmeisterin und der Großbeamtenrat konnten von nun an so genannten Lichteinbringungen in neue Logen durchführen, d. h. offiziell weitere Mitgliedslogen gründen.
Mit Stand von 2023 besteht die Frauen-Großloge von Deutschland aus 32 Logen in folgenden Städten: Aachen, Berlin (3×), Bielefeld, Darmstadt, Dortmund, Dresden, Düsseldorf (2×), Essen, Flensburg, Frankfurt, Göttingen, Hamburg, Hannover (2×), Köln, Konstanz, Lippstadt, Mannheim, München, Münster, Nürnberg, Osnabrück, Potsdam, Recklinghausen, Reutlingen, Saarbrücken, Weimar, Wetzlar und Wiesbaden. Außerdem gibt es freimaurerisch arbeitende Kreise mit dem Ziel der Logengründung in Bamberg, Ulm und Wuppertal.